# Rafael (goochelaar)

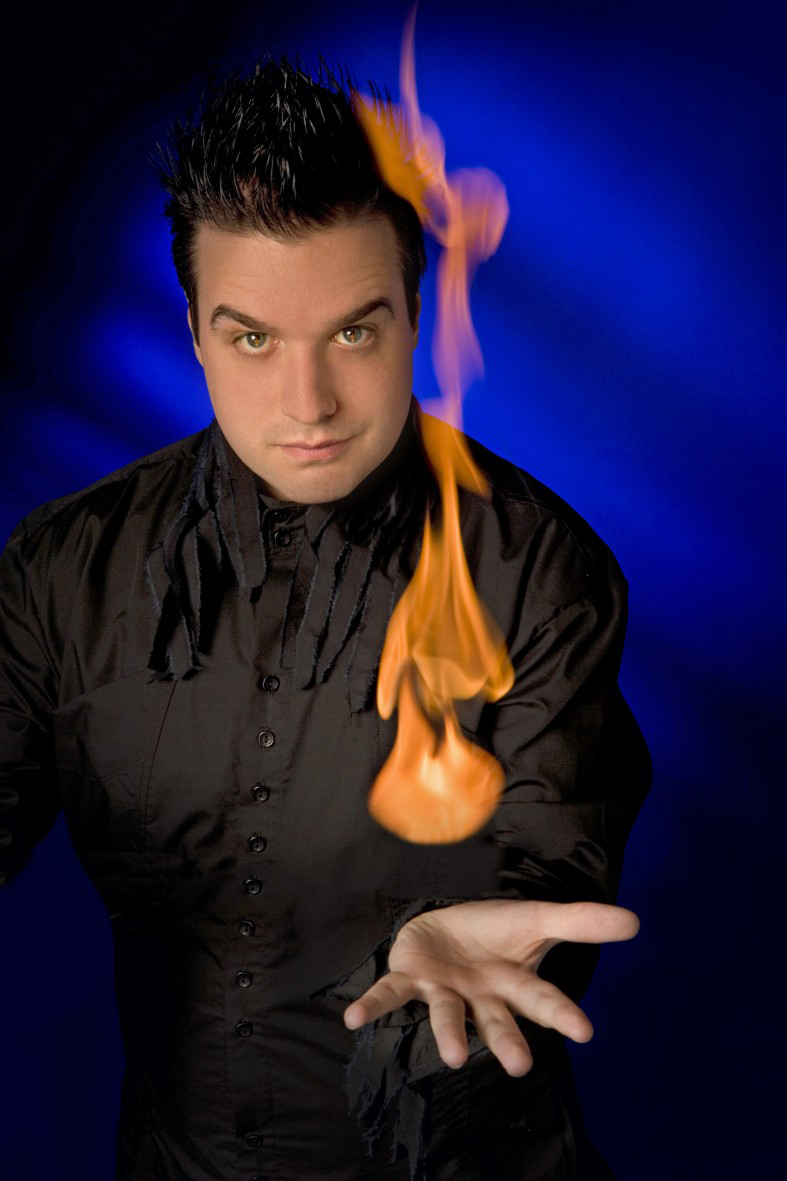
Rafael

Rafael  (1 februari 1975) is een van de weinige Vlaamse illusionisten. Hij is een veelzijdig artiest die reeds jarenlang grote internationale erkenning geniet. Rafael won in zijn carrière diverse belangrijke prijzen in binnen- en buitenland, waaronder de Siegfied en Roy Golden Lion Award in Las Vegas in 2005.

## Biografie
Rafael staat al van zeer jonge leeftijd op de planken. Zijn eerste optreden deed hij toen hij 9 was. Rafael staat bij zijn publiek vooral bekend om zijn stijl, waarin hij humor combineert met magische effecten. Hij bedenkt de meeste van zijn illusies zelf. De afgelopen jaren won hij verschillende belangrijke prijzen.
Hij treedt vooral op in het buitenland en geniet grote internationale erkenning: van de koninklijke familie van Monaco tot in Las Vegas. Sinds enkele jaren werkt hij ook voor andere grote illusionisten en is hij magic consultant voor tal van theaterproducties en musicals.

## Prijzen
- Grote Prijs Variété van Vlaanderen (Gent - 1989)
- 1e Prijs VMU (Antwerpen - 1994)
- Magic Hand Award (Antwerpen - 1994)
- Magic Award for Best Magician in Belgium (Kortrijk - 1996)
- Les Anneaux d'Argent (Lausanne - 1999)
- 1ier Prix AFAP (Vannes - 2001)
- Prix "Coup de Coeur" (Monte Carlo - 2001)
- Mandrake d'Or (Paris - 2002)
- Grand Prix de la ville, Feux de la rampe (Crosne - 2003)
- Siegfied en Roy Golden Lion Award (Las Vegas - 2005)

## TV
- Coupe Margriet
- Abracadabra
- Grote Prijs (TV1)
- Videodinges, Vlaanderen Boven, Kandid (VTM)
- Drôle de Jeu (TF1)
- Knoff-hoff show (ZDF)
- Act "2 Fabiola" (MTV)
- Le Web fait son Show (TF1)
- Le plus grand Cabaret du Monde (FR2)
- Man bijt hond (VRT)
- Big Brother (VTM)
- OTV Shanghai, (China)
- NHK Tokio, (JapanTV)
- Verborgen verleiders (VRT - Eén)
- Attention à la marche (TF1)
- Champion d’Europe de magie (M6)
- Le plus grand cabaret du monde (TF1)
- The Ellen DeGeneres Show (Los Angeles & Las Vegas)

## Trivia
- Bij de internationale successong Magic Flight van 2 Fabiola, laat Rafael Zohra al zwevend zingen
- De magiër in de videoclip van Gabriël Rios’ Ghostboy is Rafael.
- In Le plus grand cabaret du monde (TF1) treedt Rafael op voor gemiddeld 10 miljoen kijkers!
- In 2006 was Rafael de magische rode draad in Code Red, de theatershow van Praga Khan
- Voorjaar 2007 was Rafael de persoonlijke coach van Pamela Anderson en was hij tevens de Magic consultant voor de nieuwe show van Hans Klok the beauty of magic in Las vegas
- Rafael werkte mee aan de nieuwste Revue van André Van Duin – seizoen 2007-2008
- De Duitse musical Ich war noch niemals in New York van Stage Entertainment gebruikt magische effecten ontworpen door Rafael.
- De Engelse goocheldoos 'freaky body illusions' (Marvin's Magic) bevat een truc bedacht door Rafael